# هلدر لوپس
هلدر لوپس (انگلیسی: Hélder Lopes؛ زادهٔ ۴ ژانویهٔ ۱۹۸۹) بازیکن فوتبال اهل پرتغال است که برای باشگاه اسرائیلی هاپوئل بیر شوا در پست مدافع چپ بازی می‌کند.